# Butterpilz
Der Butterpilz oder Butter-Röhrling (Suillus luteus) ist eine Pilzart aus der Familie der Schmierröhrlingsverwandten. Er wächst oft in Symbiose mit Kiefern. Wenngleich er zu den Speisepilzen gerechnet wird, kann er nach neueren Erkenntnissen nicht mehr uneingeschränkt empfohlen werden.

## Merkmale

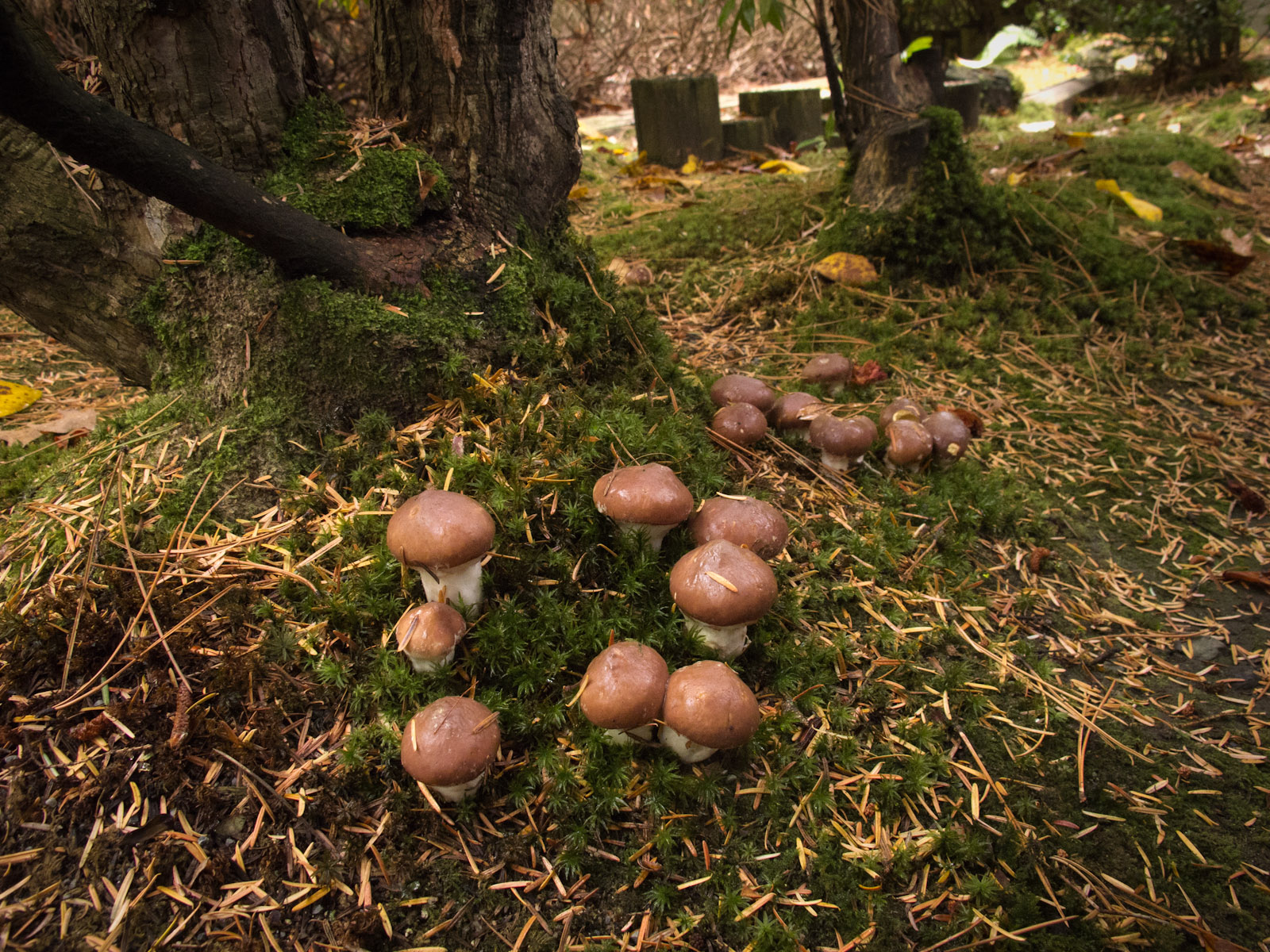
Eine Gruppe Butterpilze unter Rhododendron mit Riesen-Lebensbäumen und Kiefern in der Nähe

Der gelb- bis schokoladenbraune Hut wird bis zu 12 cm breit. Er ist zunächst halbkugelig und dann polsterförmig ausgebreitet. Der Hut ist schleimig-schmierig, kahl und trocken glänzend, glatt. Die Röhren sind blassgelb, später trüboliv bis braungelb gefärbt und am Stiel etwas angewachsen bis schwach daran herablaufend. Der Stiel wird 6–12 cm lang und 1–2,5 cm dick. Meist ist er zylindrisch oder zur Basis hin etwas keulig verdickt. Ein weißliches Velum partiale (Teilhülle) verbindet ihn anfangs mit dem Hutrand und bleibt später als häutiger Ring zurück – nur wenige Dickröhrlingsartige besitzen einen Stielring.

## Artabgrenzung
Zu den Doppelgängern zählt der Ringlose Butterpilz (Suillus collinitus), der jedoch nur auf Kalkböden vorkommt und einen ringlosen Stiel mit einer rosafarbenen Basis aufweist. Der Körnchen-Röhrling (Suillus granulatus) hat ebenfalls keinen Ring und einen weißlich bis gelblich gefärbten Stiel gänzlich ohne Rosatöne. Neben diesen beiden Kiefernbegleitern kann auch der streng an Lärchen gebundene Gold-Röhrling (Suillus grevillei) ähnlich aussehen. Die Fruchtkörper haben aber nur selten einen braunen, sondern meist einen zitronengelb bis rotorange gefärbten Hut.

## Verbreitung, Ökologie und Phänologie

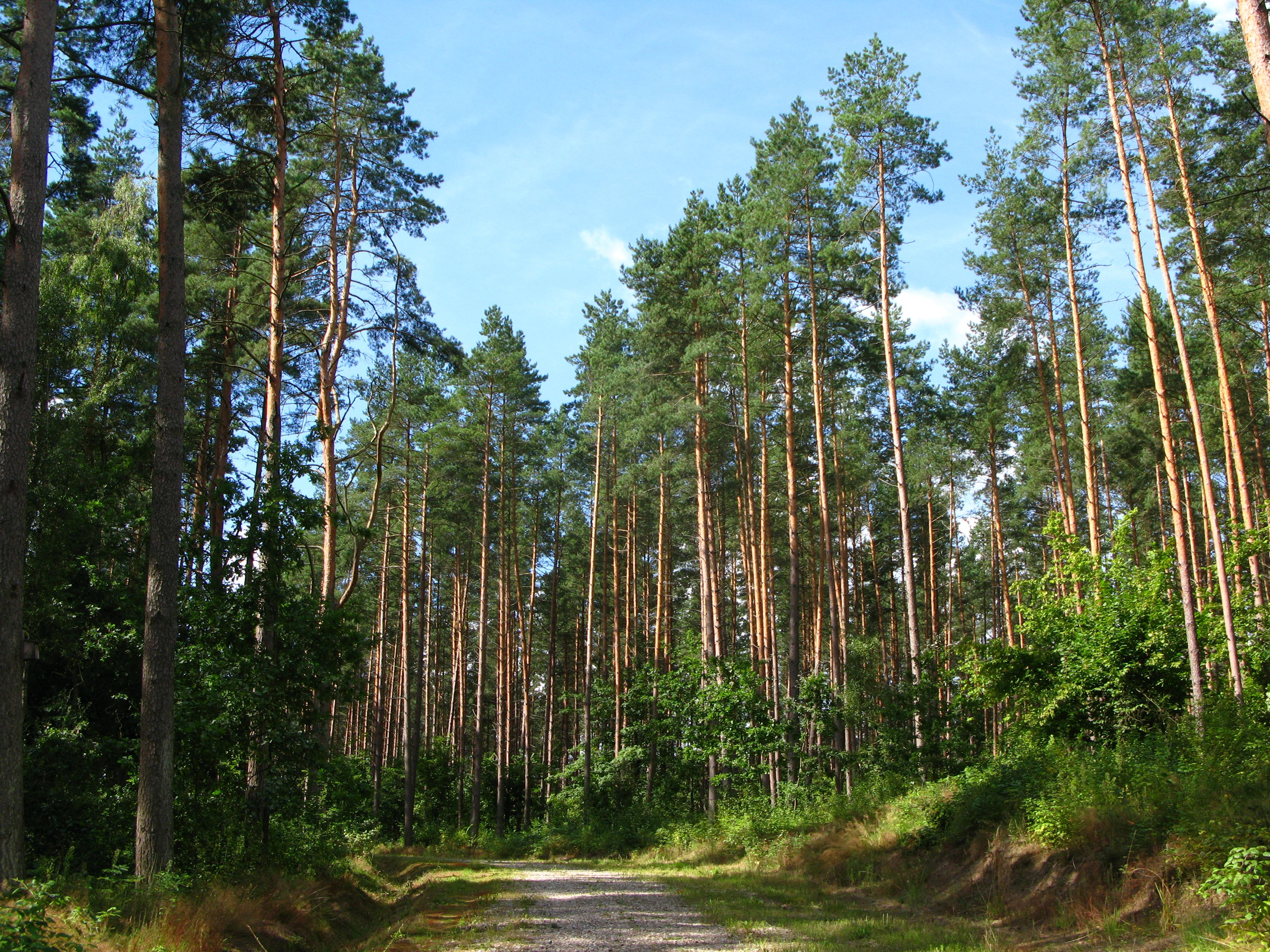
Der Butter-Röhrling wächst in Kiefernwäldern.

Der Butterpilz ist über die ganze nördliche Erdhalbkugel verbreitet und gilt in Europa als gemein. Er begleitet die Kiefernarten von den Meeresküsten bis in die alpinen Zonen. Er hat eine Vorliebe für kaltgemäßigtes Klima und stellt keine direkten Bodenansprüche, er scheint aber saure, nährstoffarme Böden vorzuziehen.
In der Zeit von September bis Oktober findet man ihn oft in Gruppen stehend.

## Bedeutung

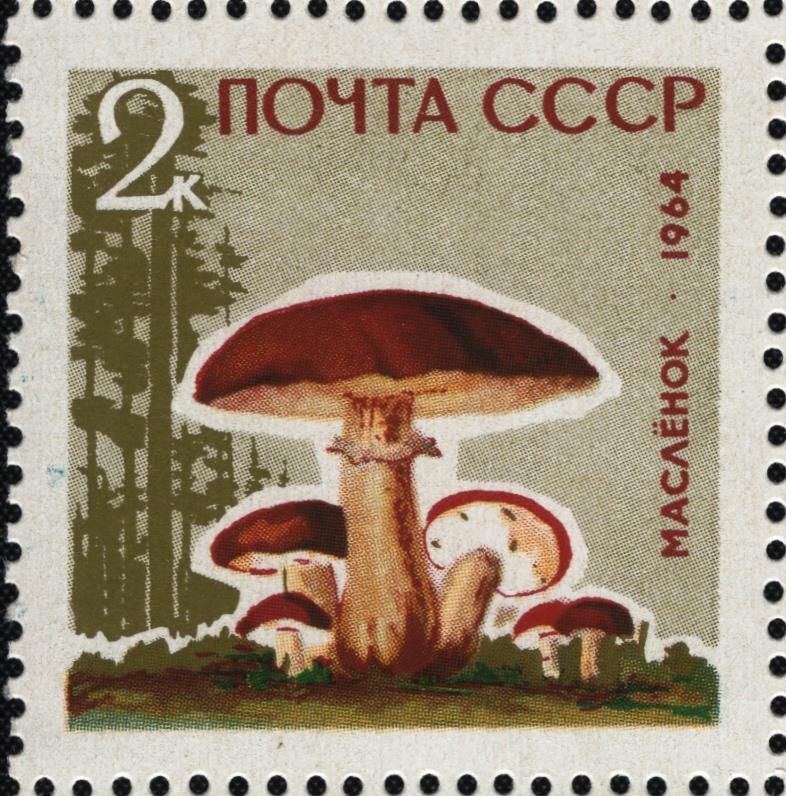
Briefmarke mit dem Butterpilz aus der ehemaligen Sowjetunion

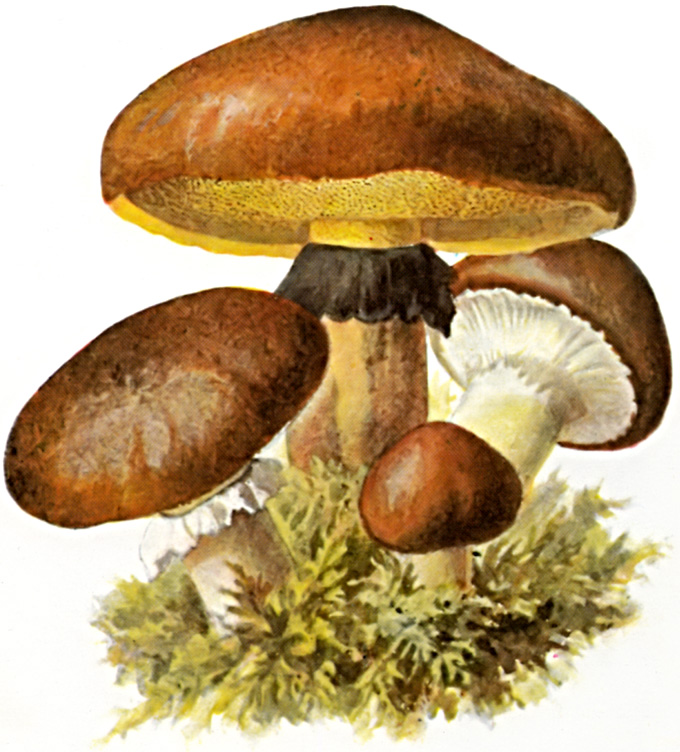
Illustration von Albin Schmalfuß (1897)

Zumeist wird der Butterpilz als essbar eingestuft. In manchen slawischen Ländern, wie Russland und Polen, gehört der Butterpilz zu den meist gesammelten und meist bekannten Pilzarten.
Die Essbarkeit des Pilzes ist inzwischen allerdings umstritten. Die Deutsche Gesellschaft für Mykologie stufte den Butterpilz als eine Art mit uneinheitlich beurteiltem Speisewert ein. Aktuell ist der Butterpilz allerdings auf der Positivliste der Speisepilze. Bresinsky und Besl führen Berichte aus Nordamerika an, wonach die gelatinöse Huthaut Verdauungsbeschwerden verursacht. Flammer und Horak bestätigen, dass ungehäutete Pilzhüte zu Durchfällen mit einer kurzen Latenzzeit führen. Haberl und Zilker schreiben, die Art ruft bei manchen Patienten eine Pilzvergiftung mit Magen-Darm-Reizung hervor. Sehr selten löst der Butterpilz wie der Kahle Krempling (Paxillus involutus) eine allergische Antigen-Abwehrreaktion aus – ein Fall ist dokumentiert.
Daher entfernt man oft vor ihrer Zubereitung die Huthaut, deren Farbstoff einige Tage die Hände dunkelbraun verfärben kann.

## Trivialnamen
In den USA, wo der Butterpilz durch Kiefernanpflanzungen weit verbreitet wurde, hat er aufgrund seiner schleimigen Beschaffenheit den Namen „Slippery Jack“ bekommen, was so viel wie „Schlüpfriger Hans“ bedeutet. In Bayern nennt man ihn deshalb auch „Rotzer“.